# Дворац Рогендорф
Дворац Рогендорф је назван по свом градитељу Роберту Рогедорфу који је грађен средином 19. века, а налазио се на простору данашњег Банатског Двора, у насељу Рогендорф, данашњем Душановцу.
Некадашњи дворац је био приземна грађевина класицистичког стила, са поприлично једноставном декорацијом, где је монотонија зидова разбијена прозора и породичним грбом на забату.
1898. године дворац прелази у власништво грофа Шандора Чекоњића и његове породице. Он је временом прошириван, да би му био додат и цео нови део, као допуна старог дела дворца у ампир стилу, са обележјима неоренесансе.
Ендре Чекоњић млађи, син Шандора, који је овде провео своје детињство, у својим мемоарима о Рогендорфу пише:
На јужном крају царевине, 26 километара од Жомбоља, на периферији насеља Рофендорф налазила се једна лепа кућа у ампир стилу. У 20. веку у њој је живео гроф Рогендорф. Она је постала дом мојих родитеља, све до 1914. године када је избио Први светски рат. Ту сам са родитељима и сестром провео првих 13 срећних година свог живота, када је, на моју велику жалост при крају рата деда продао овај део имања.
Стари део дворца је почетком ХХ века порушен, остављен је само нови део који и данас постоји, али није у функцији. Цело имање тренутно нема функцију и има статус претходне заштите.